# 水里永豐宮
水里永豐宮，是位於臺灣南投縣水里鄉永豐村的媽祖廟，為水里鄉每十二年建醮的總壇。

## 沿革
水里永豐宮的建廟由來是道光年間，永豐村村民湯助前往鹿港採購什貨時迎回一尊媽祖奉祀。相傳每逢原住民或土匪襲擊村民，必有前兆啟示，因此建立坐北朝南的廟宇，定名為「永豐宮」，又稱「社仔公廳」。1917年將坐北朝南改為坐東朝西，1924年又要重建時，日本政府不同意，村民遂以集會所名義改建。1964年，杜金華等出資改建為磚牆木樑瓦頂。1983年設圖書館。同年再度重建，耗資一千兩百萬元，配祀玄天上帝（帝爺）、神農大帝、觀音佛祖及三官大帝，廟區佔地兩百餘坪。

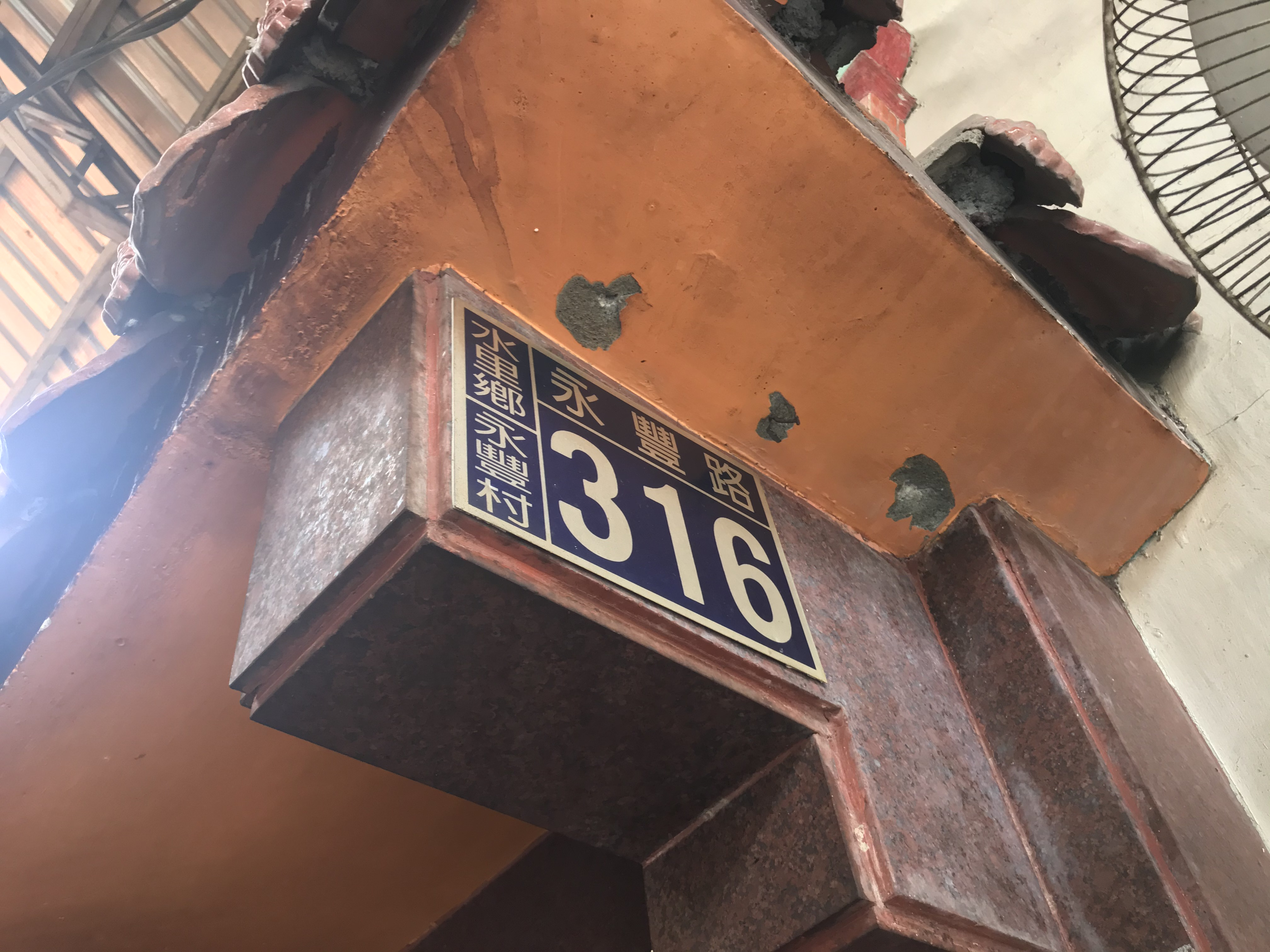
門牌

1996年增設太歲殿及大成殿。2月5日，從福建省仙遊縣訂購的六十尊太歲星君安座。

## 建醮
水里永豐宮是歷屆水里鄉建醮總壇。

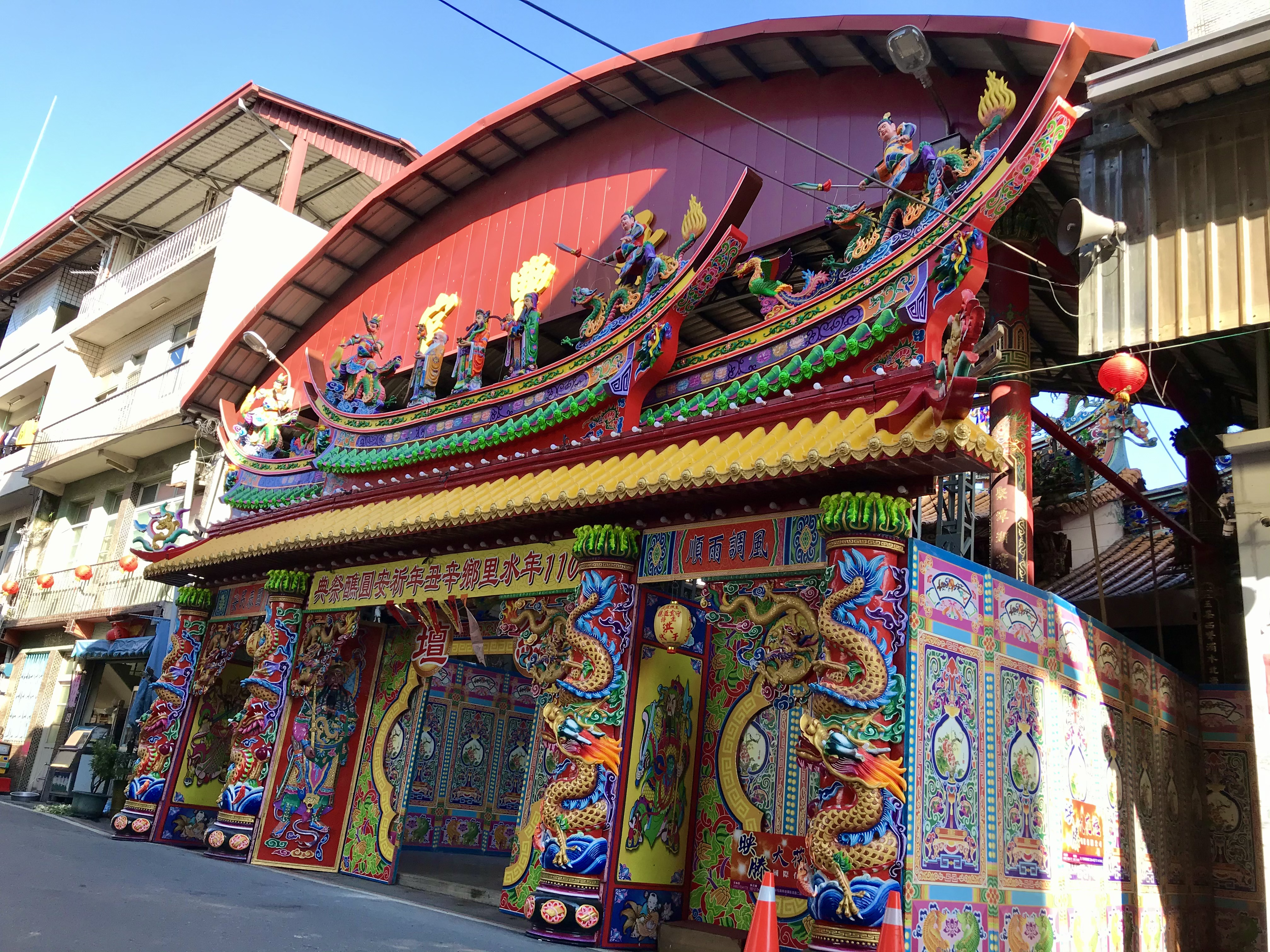
總醮

每十二年建醮時，鄉民會供飯擔祈福，晚上宴請親友，也有人擔心親友跑攤不及，特別提早在中午宴客。建醮各壇、柱的費用，由地方人士組成委員會負責，向每戶徵丁錢，並公告捐徵的各戶丁口姓名。
建醮時全鄉需封山禁水，並在建醮最尾聲齋戒五天。地方政府也會配合建醮，禁止採集濁水溪砂石的砂石車通行台16線、水里溪封溪禁漁。建醮的第三年，會作圓醮，也被稱為「做醮尾」，同樣封山禁水。

## 外部連結
- 水里永豐宮的Facebook專頁